# 卢峰镇
卢峰镇，是中华人民共和国湖南省怀化市溆浦县下辖的一个乡镇级行政单位。

## 行政区划
卢峰镇下辖以下地区：
胜利街社区、东风街社区、民主街社区、解放街社区、长兴街社区、团结街社区、兴隆街社区、幸福街社区、横岩村、山门垅村、中林村、瑶头村、万水村、茅坪村、地坪村、高低村、梁家坡村、人民村、丰收村、散水塘村、桥头水村、狮子岩村、麻阳水村、杨家仁村、金沙坪村、散水冲村、黄花坪村、张家桥村、岩里村、斜里村、竹坳村、大潭村、哑塘村、长乐村、春风村、艾家冲村和桔花园村。

## 交通
- 沪昆铁路：溆浦站